# 燕京大学
座標: 北緯39度59分30秒 東経116度18分14秒 / 北緯39.9917度 東経116.3040度
燕京大学（えんけいだいがく、繁体字: 燕京大學）は、かつて中華人民共和国に存在した大学。燕京大学は1919年に英米系の教会学校3校が合併し、設立された私立大学。1951年の中華人民共和国成立後に国立化されたが、その翌年に閉校となった。

## 沿革・概要

### 前身
米英両国の教会が北京に設置した教会学校3校を前身とする。燕京大学は1919年に英米系の教会学校3校が合併し、設立された。
1. 匯文大学（Peking University） - 1870年（同治9年）、アメリカメソジスト監督教会が設置した学校。開校当初は「崇内懐理書院」と称された。
2. 華北協和女子大学（The North China Union College for Women） - 1864年（同治3年）開校。
3. 通州協和大学 - 1867年（同治6年）開校。当初は「公理会潞河書院」と称された。

### 燕京大学
1919年（民国8年）、匯文大学、華北協和女子大学及び通州協和大学が合併し燕京大学が設立され、南京で金陵神学院で司教を務めていたジョン・スチュワート（en）が校長に任命された。
1921年（民国10年）にスチュワートは、米国でタイム社を経営するヘンリー・ルース（en）及びアルコアの寄付を獲得し、北京市郊外の皇族庭園を買収、中国最大のキャンパスを建設、1926年（民国15年）に新キャンパスに移転し、神学部、法学部、医学部及び文学部、理学部の専門学科を設置した。
1928年（民国17年）、チャールズ・マーティン・ホールらの出資を受け、姉妹校であるハーバード大学と燕京大学の共同でハーバード燕京研究所を設置した。アメリカ資本に買収されたことにより、アメリカ大使館と同様の処遇を受けた。そのため、日中戦争開戦下でも日本軍は大学構内に踏み入れなかった。
1941年（民国30年）太平洋戦争が勃発。日本にとって米国が敵国となったため、開戦直後より日本軍が大学構内に突入占領し、大学は閉鎖された。1942年（民国31年）、四川省成都市に臨時学校が設立され、授業を再開する。1945年（民国34年）、日本の敗戦に伴い、北平市に復帰、翌年には成都の臨時学校より教員及び学生が復学し、あわせて工学部が設置された。
1951年、中華人民共和国成立後に国立化するも、1952年には大学教育機関再編に伴い、大部分は北京大学に、工科は清華大学、社会科学類は中国人民大学へ継承され、校舎は北京大学に移管された。

## 歴代校長
- ジョン・レイトン・スチュアート : 1920年 - 1945年

### 代理校長
1. 呉雷川 : 1929年 - 1934年
2. 周詒春：1933年－
3. 陸志韋 : 1934年 - 1941年
4. 梅貽宝 : 1942年 - 1945年
5. 陸志韋 : 1945年 - 1949年
6. 翁独健 : 1949年 - 1952年

## 教員
- 有賀鉄太郎：神学、西洋哲学
- 高名凱：言語学
- 顧頡剛：歴史学
- 徐淑希：法学
- 張君勱：政治学、法学
- 鄭振鐸：文学
- 鳥居龍蔵：人類学[1]。
- 馮友蘭：中国哲学。
- 藤沢親雄：陸軍省より委嘱派遣
- 兪敏：言語学(中国語学)
- 容庚：金石学、考古学
- ウィットルド・ヤブロンスキー：比較言語学

## 卒業生
- 費孝通：社会学・人類学者。